# Jimmy Stewart
Jimmy Stewart va ser un pilot de curses automobilístiques escocès que va arribar a disputar curses de Fórmula 1.
Jimmy Stewart va néixer el 6 de març del 1931 a Milton, West Dunbartonshire, Gran Bretanya i va morir el 3 de gener del 2008. Era el germà gran de Jackie Stewart, també pilot i triple campió del món de la F1.

## A la F1
Va debutar a la sisena cursa de la quarta temporada de la història del campionat del món de la Fórmula 1, la corresponent a l'any 1953, disputant el 18 de juliol el GP de la Gran Bretanya al Circuit de Silverstone.
Jimmy Stewart va participar en aquesta única cursa puntuable pel campionat de la F1, no podent acabarla al fer una virolla a onze voltes del final.

## Resultats a la Fórmula 1
| Any  | Equip         | Xassís | Motor   | 1   | 2   | 3   | 4   | 5   | 6       | 7   | 8   | 9   | Posició | Punts |
| ---- | ------------- | ------ | ------- | --- | --- | --- | --- | --- | ------- | --- | --- | --- | ------- | ----- |
| 1953 | Ecurie Ecosse | Cooper | Bristol | ARG | 500 | HOL | BEL | FRA | GBR Ret | ALE | SUI | ITA | -       | 0     |

### Resum
| Curses: | Victòries: | Pòdiums: | Poles: | Voltes ràpides: | Punts: |
| ------- | ---------- | -------- | ------ | --------------- | ------ |
| 1       | 0          | 0        | 0      | 0               | 0      |